# Mira quién habla
Mira quién habla (Look Who's Talking) es una comedia romántica estadounidense de 1989 dirigida por Amy Heckerling y protagonizada por John Travolta y Kirstie Alley. La película, que se estrenó el 13 de octubre de 1989 y se rodó en Vancouver (Canadá), cuenta con las participaciones de George Segal como Albert, el padre biológico del niño, y con Bruce Willis, que se encarga de poner voz al pequeño Mikey. Esta es la primera película de la franquicia Mira quién habla.

## Argumento
La historia nos trae a Mollie (Kirstie Alley), una contable que se queda embarazada de Albert (George Segal), uno de sus clientes, quien está casado con otra mujer. 
Durante su embarazo, entabla amistad con un taxista llamado James (John Travolta). Cuando el bebé está de camino Albert no puede soportar la presión y abandona a Mollie por otra mujer llamada Melissa.
El pequeño Mike será testigo de cómo su madre se va enamorando de James, pero en un momento dado, Albert volverá a su vida arrepentido por haberlos abandonado. Conforme pasa el tiempo, Mollie tendrá que decidir con quién va a criar a su hijo, si con el padre biológico con recursos para mantenerlos, pero que ya los abandonó una vez; o con el guapo y simpático taxista que les ofrece todo el amor de un compañero y un padre. Al final Mollie decide quedarse con James y criar juntos a Mikey. Tiempo después, Mollie da a luz a una niña llamada Julie, y cuando Mikey la ve por primera vez ella le dice: "No me molestes niño, tuve un día agotador, así que no hables".

## Frases comerciales
- «Tiene la sonrisa de John Travolta, los ojos de Kirstie Alley, y la voz de Bruce Willis... Ahora todo lo que tiene que hacer es buscar al padre perfecto» (He’s got John Travolta's smile, Kirstie Alley's eyes, and the voice of Bruce Willis... Now all he has to do is find himself the perfect daddy).
- «Es enrollado, es cool, y solamente tiene tres meses» (He’s hip, he’s cool, and he’s only 3 months old).

## Legado
La película fue lo bastante exitosa para generar dos secuelas: Mira quién habla también (1990) y Mira quién habla ahora (1993). El éxito de las secuelas también inspiró un sitcom de la ABC llamado Baby Talk que fue transmitida en 1991 y 1992. La voz protagónica del bebé Mikey pertenecía, entonces, a Tony Danza.

## Recepción
Mira quién habla recibió conceptos mixtos. En Rotten Tomatoes, tiene un puntaje de 56% basado en 36 conceptos, con puntaje promedio de 5.07/10. El consenso crítico dice: "Look Who's Talking tiene cierto encanto gracias a sus afables protagonistas y la enérgica dirección de Amy Heckerling, pero un guion tonto no permite que el ingenio tenga la palabra." Las audiencias encuestadas por CinemaScore le dieron al film una calificación promedio de "A" en una escala de A+ a F.
Look Who's Talking tuvo un éxito sorpresivo, abriendo en número uno en Estados Unidos con $12,107,784 en su primer fin de semana y permaneciendo en el primer lugar por cinco, con ganancias superiores a $10 millones cada fin de semana. Finalmente recaudó $140,088,813 domésticamente y $296,999,813 mundialmente, convirtiéndose en la película más exitosa de Travolta en once años desde Grease, y la cuarta película más taquillera de 1989.
Fue estrenada el 6 de abril de 1990 en el Reino Unido, y ese fin de semana fue la mayor taquilla del país.

## Reparto
| Actor original (EE. UU.)    | Personaje                | Actor de voz (España)        | Actor de voz (Hispanoamérica) |
| --------------------------- | ------------------------ | ---------------------------- | ----------------------------- |
| Kirstie Alley (1951–2022)   | Mollie                   | Ángela González              | Rocío Garcel (1948–)          |
| John Travolta (1954–)       | James Ubriacco           | Salvador Aldeguer            | Guillermo Sauceda             |
| Olympia Dukakis (1931–2021) | Rosie                    | Celia Honrubia               |                               |
| George Segal (1934–2021)    | Albert                   | Luis Carrillo                | Salvador Delgado (1961)       |
| Abe Vigoda (1921–2016)      | Abuelo                   | Teófilo Martínez (1913-1995) | Esteban Siller (1931–2013)    |
| Bruce Willis (1955–)        | Mikey (voz)              | Moncho Borrajo               | Mario Castañeda               |
| Twink Caplan                | Rona                     | María del Puy                | Magda Giner                   |
| Jason Schaller              | Mikey                    |                              |                               |
| Jaryd Waterhouse            | Mikey                    |                              |                               |
| Jacob Haines                | Mikey                    |                              |                               |
| Christopher Aydon           | Mikey                    |                              |                               |
| Joy Boushel                 | Melissa                  |                              |                               |
| Don S. Davis (1942-2008)    | Dr. Fleisher             |                              |                               |
| Louis Heckerling            | Lou                      |                              | Humberto Vélez                |
| Brenda Crichlow             | Secretaria               |                              |                               |
| Sabrina Bailey              | Bebé de la caja de arena |                              | María Fernanda Morales        |

## Estrenos
| País                                                                          | Fecha de estreno               |
| ----------------------------------------------------------------------------- | ------------------------------ |
| Alemania                                                                      | Jueves 3 de mayo de 1990       |
| Argentina                                                                     | Jueves 19 de abril de 1990     |
| Australia                                                                     | Jueves 15 de marzo de 1990     |
| Austria                                                                       | Viernes 4 de mayo de 1990      |
| Bélgica                                                                       | Miércoles 4 de abril de 1990   |
| Belice · Costa Rica · El Salvador · Guatemala · Honduras · Nicaragua · Panamá | Viernes 27 de abril de 1990    |
| Bolivia                                                                       | Jueves 10 de mayo de 1990      |
| Brasil                                                                        | Viernes 3 de agosto de 1990    |
| Chile                                                                         | Viernes 4 de mayo de 1990      |
| Colombia                                                                      | Jueves 17 de mayo de 1990      |
| Corea del Sur                                                                 | Sábado 22 de diciembre de 1990 |
| Dinamarca                                                                     | Viernes 6 de abril de 1990     |
| Ecuador                                                                       | Miércoles 20 de junio de 1990  |
| Egipto                                                                        | Lunes 8 de octubre de 1990     |
| España                                                                        | Viernes 13 de junio de 1990    |
| Estados Unidos · Canadá                                                       | Viernes 13 de octubre de 1989  |
| Filipinas                                                                     | Miércoles 7 de marzo de 1990   |
| Finlandia                                                                     | Viernes 6 de abril de 1990     |
| Francia                                                                       | Miércoles 28 de marzo de 1990  |

| País                 | Fecha de estreno              |
| -------------------- | ----------------------------- |
| Grecia               | Viernes 18 de mayo de 1990    |
| Hong Kong            | Jueves 26 de abril de 1990    |
| Hungría              | Jueves 12 de abril de 1990    |
| India                | Viernes 8 de marzo de 1991    |
| Israel               | Viernes 16 de febrero de 1990 |
| Italia               | Jueves 12 de abril de 1990    |
| Jamaica              | Miércoles 31 de enero de 1990 |
| Japón                | Sábado 14 de abril de 1990    |
| Líbano               | Viernes 20 de abril de 1990   |
| Malasia              | Jueves 28 de junio de 1990    |
| México               | Jueves 5 de abril de 1990     |
| Noruega              | Jueves 5 de abril de 1990     |
| Nueva Zelanda        | Viernes 20 de abril de 1990   |
| Países Bajos         | Jueves 12 de abril de 1990    |
| Perú                 | Jueves 19 de abril de 1990    |
| Portugal             | Viernes 15 de junio de 1990   |
| Reino Unido Irlanda  | Viernes 6 de abril de 1990    |
| República Dominicana | Jueves 1 de marzo de 1990     |
| Singapur             | Jueves 24 de mayo de 1990     |
| Sudáfrica            | Viernes 30 de marzo de 1990   |
| Suecia               | Viernes 6 de abril de 1990    |
| Suiza                | Miércoles 4 de abril de 1990  |
| Tailandia            | Sábado 12 de mayo de 1990     |
| Taiwán               | Sábado 7 de abril de 1990     |
| Turquía              | Viernes 8 de junio de 1990    |
| Uruguay              | Jueves 23 de agosto de 1990   |
| Venezuela            | Miércoles 11 de abril de 1990 |